# Угљане
Угљане су насељено место у саставу града Триља, Сплитско-далматинска жупанија, Република Хрватска.

## Историја
До територијалне реорганизације у Хрватској налазиле су се у саставу старе општине Сињ.

## Становништво
На попису становништва 2011. године, Угљане су имале 398 становника.
| Број становника по пописима | Број становника по пописима | Број становника по пописима | Број становника по пописима | Број становника по пописима | Број становника по пописима | Број становника по пописима | Број становника по пописима | Број становника по пописима | Број становника по пописима | Број становника по пописима | Број становника по пописима | Број становника по пописима | Број становника по пописима | Број становника по пописима | Број становника по пописима |
| --------------------------- | --------------------------- | --------------------------- | --------------------------- | --------------------------- | --------------------------- | --------------------------- | --------------------------- | --------------------------- | --------------------------- | --------------------------- | --------------------------- | --------------------------- | --------------------------- | --------------------------- | --------------------------- |
| 1857                        | 1869                        | 1880                        | 1890                        | 1900                        | 1910                        | 1921                        | 1931                        | 1948                        | 1953                        | 1961                        | 1971                        | 1981                        | 1991                        | 2001                        | 2011                        |
| 659                         | 1.042                       | 965                         | 1.061                       | 1.287                       | 1.152                       | 1.355                       | 1.036                       | 985                         | 1.048                       | 1.028                       | 840                         | 777                         | 823                         | 486                         | 398                         |

Напомена: У 1869. и 1921. садржи податке за насеље Нова Села.

### Попис1991.
На попису становништва 1991. године, насељено место Угљане је имало 823 становника, следећег националног састава:
| Попис 1991.‍ | Попис 1991.‍ | Попис 1991.‍ | Попис 1991.‍ | Попис 1991.‍ |
| ----------- | ----------- | ----------- | ----------- | ----------- |
|             |             |             |             |             |
| Хрвати      | Хрвати      |             | 804         | 97,69%      |
| Срби        | Срби        |             | 5           | 0,60%       |
| Муслимани   | Муслимани   |             | 2           | 0,24%       |
| Словенци    | Словенци    |             | 1           | 0,12%       |
| непознато   | непознато   |             | 11          | 1,33%       |
| укупно: 823 |             |             |             |             |